# Тейнур Марем
Тейнур Марем Марем (роден на 23 септември 1994 г.) е български футболист, който играе като защитник на Саяна (Хасково) от 2021 г.

## Кариера
Марем започва кариерата си в Сливен 2000. През сезон 2010/2011 той прави своя дебют в А група. Изиграва 3 мача за отбора . От 2012 г. е играч на Лудогорец Разград . От 2013 г. до 2015 г. играе във ФК Хасково под наем.

### „Лудогорец"
Дебютира за „Лудогорец" на 8 септември 2012 г. в приятелската среща „Лудогорец"-ФК Стяуа 1-1 . Дебютира за „Лудогорец 2" в Б ПФГ на 13 септември 2015 г. в срещата Нефтохимик (Бургас)-Лудогорец 1-2 .